# Maxo Benalal Bendrihem

Maxo Benalal Bendrihem (Madrid, 1961) es un político español, ex-diputado no adscrito del Parlamento de las Islas Baleares, no encuadrado dentro de ningún grupo parlamentario.

## Reseña biográfica
Nacido el 1 de abril de 1961 en Madrid, es judío sefardita y sus orígenes familiares se encuentran en las localidades marroquíes de Tánger y de Tetuán.[cita requerida]
Es diplomado en informática por el  ECPI/IET, tiene una Licenciatura en Derecho Privado y una Licenciatura en Derecho Público por la Universidad de Montpellier I (Francia), un Máster en Derecho Empresarial y un Máster en Derecho Internacional Público por la Universidad de Montpellier I (Francia), un postgrado (D.E.S.S) en Derecho y Prácticas de las Relaciones Laborales por la Universidad de Montpellier I (Francia) y un Máster en Comunicación y Marketing Político, Consultoría y Gestión de Campañas por la Universidad de Alcalá de Henares.[cita requerida]
Ex-socio del despacho de abogados de Madrid De Diego, Benalal & Asociados, al que pertenecía desde 1993. Ha dirigido la red de clientes de un importante grupo hotelero en Cuba, ha sido Presidente de una de las primeras consultoras en energías renovables de América Central (I.T.P) y fue asesor en energías renovables del expresidente de Panamá, Ricardo Martinelli.
En los últimos años, ha sido coordinador (animateur) del partido político francés La République en Marche para la isla de Ibiza.
En estos momentos es Diputado no adscrito del Parlamento de las Islas Baleares por Ibiza, ex-Secretario Segundo de la Mesa del Parlamento de las Islas Baleares y ex-portavoz de Ciudadanos en las comisiones del Estatuto de los Diputados y las Diputadas, de Medio Ambiente y Ordenación Territorial, de Participación Ciudadana, de Reglamento y exmiembro de la Diputación Permanente.
También es vicepresidente de la sección catalana de la Liga Internacional contra el Racismo y el Antisemitismo (LICRA) y miembro internacional de la Bnai Brith.
Desde el mes de febrero de 2021, ocupa también el cargo de Secretario General de la Federación de Comunidades Judías de España.